# Calvitimela uniseptata
Calvitimela uniseptata é uma espécie de líquen da família Lecanoraceae. Foi descrito cientificamente em 2011.